# 1996 PW
1996 PW是有著長週期彗星的軌道，但在被發現的時候沒有顯示彗星活動跡象的太陽系小天體 。模擬顯示，它最有可能是來自歐特雲的天體，其概率與最早是散佈在歐特雲中岩石體的熄火彗星相當。1996 PW的發現，促使理論研究顯示有大約1～2%的歐特雲天體是岩石。
1996 PW是在1996年8月9日由近地小行星追蹤（NEAT）設在夏威夷哈萊亞卡拉火山的自動搜尋望遠鏡發現。它是被發現有著典型的長週期彗星軌道，但沒有彗星活動的第一個天體。
1996 PW的自轉週期是35.44 ± 0.02小時，光度曲線有著雙峰值，振幅0.44 ± 0.03等。它的光譜適度的偏紅且毫無特色，分類上是D-型小行星和裸露的彗核。它的光譜暗示是顆熄火彗星。1996 PW產生粉塵的上限是0.03 kg/s。

## 外部連結
- NASA JPL小天體瀏覽器上的1996 PW